# Masseria della Chiesa
La Masseria della Chiesa è un edificio storico-artistico di Napoli; è sito in zona periferica, nel quartiere di San Pietro a Patierno. 

## Storia e descrizione
La struttura risale al XVIII secolo e presenta due ingressi: quello che si apre sue due rampe di scale esterne e si congiunge al monumentale scalone principale; e quello secondario caratterizzato da un grande arco a tutto sesto che introduce nel cortile, dove vi sono i ballatoi che sorreggono il corpo di fabbrica superiore.
Oggi, il complesso e l'annessa chiesa, sono usati come biblioteca.